# Соф пасук
Соф пасук (соф пассук, ивр. סוֹף פָּסוּק‎ — «конец стиха»), также силлук (סלוק‎) — знак кантилляции в еврейском письме, который встречается в последнем слове каждого стиха Танаха; эквивалент точки.
Перед соф пассук могут идти знаки мерха, типха и мерха в указанном порядке (все или только некоторые); всего существует 5 возможных вариантов.